# Tektronix
Tektronix iz mjesta Beaverton, Oregon je poznati proizvođač elektroničke opreme za ispitivanje kao što su osciloskopi, logički analizatori te oprema za video i mobilna testiranja.
Sjedište tvrtke Tektronixa je u Beavertonu.

## Povijest tvrtke

### Početci
Tvrtku su osnovali 1946. Howard Vollum i Melvin Murdock, koji je donio prvi pokrenuo osciloskop na tržištu. 
1947. tvrtka imala 12 zaposlenika, a 1951. 250 zaposlenika.

### Danas
15. listopada 2007. tvrtka je objavila da ju je kupio američki konglomerat Danaher Corporation za 2,8 milijarde dolara.
Upravno sjedište za Europu, Afriku i Bliski Istok je u Neuhausen-u u Švicarskoj.

## Vanjske poveznice
- Tektronix - Službene stranice